# Zidni kvadrant
Zidni kvadrant oziroma latinsko Quadrans Muralis je nekdanje ozvezdje, ki je ležalo med Volarjem in Zmajem, blizu repa Velikega medveda. Ustvaril ga je Joseph Jérôme Lefrançois de Lalande leta 1795. Ne uporablja se več, vendar so Kvadrantidi poimenovani po njem.